# Список эпизодов телесериала «Загадочные убийства Агаты Кристи»
«Загадочные убийства Агаты Кристи» (фр. Les Petits Meurtres d'Agatha Christie) — французский детективный телесериал-антология, основанный на сюжетах произведений Агаты Кристи. Создатели перенесли сюжеты и героев во Францию, превратили в комедию и сильно переработали. Главными действующими лицами являются, в первом сезоне — комиссар французской полиции Ларозьер и инспектор Лампьон, во втором сезоне — комиссар Сван Лоранс и журналистка Алис Авриль.

## Обзор сезонов
| Сезон | Сезон | Эпизоды | Первоначальный эфир | Первоначальный эфир |
| Сезон | Сезон | Эпизоды | Премьера сезона     | Финал сезона        |
| ----- | ----- | ------- | ------------------- | ------------------- |
|       | 1     | 11      | 9 января 2009       | 28 октября 2011     |
|       | 2     | 27      | 29 марта 2013       | 16 октября 2020     |
|       | 3     | 10      | 29 января 2021      | 8 марта 2024        |

## Эпизоды

### Приквел
Особняком стоит вышедший в 2006 году 4-серийный мини-сериал «Убийства на семейном вечере», снятый по мотивам романа Рождество Эркюля Пуаро, в котором впервые появляется инспектор Жан Ларозьер и знакомится с Эмилем Лампьоном.
Однако окончание мини-сериала не подразумевало дальнейшего сюжета и через 3 года, когда вышел «Загадочные убийства Агаты Кристи» упоминаний об этом 4-серином фильме не было. Более того, тот же сюжет по мотивам романа Рождество Эркюля Пуаро был использован в 22 серии второго сезона (Meurtres en solde), но с другими героями.

### Первый сезон
| Номер | Название                                          | Режиссёр        | Сценарий                           | Дата премьеры    | DVD              |  |
| --- | ------------------------------------------------- | --------------- | ---------------------------------- | ---------------- | ---------------- |  |
| 1 (1x01) | «Убийства по алфавиту» (фр. Les meurtres ABC)     | Stéphane Kappes | Sylvie Simon                       | 9 января 2009    | 21 января 2009   |  |
| Комиссар Жан Ларозьер готовится получить Орден Почётного легиона, но прямо на церемонию приходит инспектор Эмиль Лампьон, который сообщает об убийстве молодой официантки. Это убийство становится первым эпизодом в серии таинственного маньяка, который шлёт в полицию анонимные письма о своих готовящихся преступлениях. Убийства продолжаются — следующими жертвами становятся клошар, пожилой аристократ и полицейский. Комиссар понимает, что убийцей является не безумец, страдающий психическим расстройством, а человек, убивающий своих жертв с вполне определённым мотивом.                                                                                      |                                                   |                 |                                    |                  |                  |  |
| |                                                   |                 |                                    |                  |                  |  |
| 2 (2x01) | «Вышел месяц из тумана» (фр. Am stram gram)       | Stéphane Kappes | Sylvie Simon                       | 16 января 2009   | 24 марта 2009    |  |
| Жако Валлабрег был признан виновным в убийстве своей приёмной матери Марты, а спустя 2 года он сам был убит своим сокамерником. Вскоре после гибели Жако Валлабрега, в полицию приходит человек, который даёт осуждённому убедительное алиби на момент убийства Марты. Это означает что комиссар Ларозьер вероятно допустил ошибку и погубил невиновного человека. Кроме того, если Жако был невиновен, это значит что Марту Валлабрег убил кто-то другой из её домочадцев. |                                                   |                 |                                    |                  |                  |  |
| |                                                   |                 |                                    |                  |                  |  |
| 3 (3x01) | «Отравленное перо» (фр. La Plume empoisonnee)     | Éric Woreth     | Sylvie Simon                       | 11 сентября 2009 | 3 декабря 2009   |  |
| Эмиль Лампьон попадает в жестокую перестрелку и получается тяжёлое ранение. Страдающий от чувства вины, комиссар Ларозьер отвозит своего помощника на отдых в деревню. Однако в деревне всё очень неспокойно — местные жители постоянно получаются анонимные письма с обвинениями в аморальных поступках. Одно из писем даже обвиняет Ларозьера и Лампьона в гомосексуальной связи. А вскоре в деревне происходит убийство пожилой женщины, и напарникам ничего не остаётся, как начать расследование. |                                                   |                 |                                    |                  |                  |  |
| |                                                   |                 |                                    |                  |                  |  |
| 4 (4x01) | «Дом угрозы» (фр. La Maison du peril)             | Éric Woreth     | Thierry Debroux                    | 6 ноября 2009    | 3 декабря 2009   |  |
| Во время отдыха на море, инспектор Ларозьер встречает прекрасную девушку Жозефину, с которой приятно проводит время. Жозефина является богатой наследницей и живёт в странном доме, где её жизнь постоянно подвергается опасности. Ларозьер уверен что кто-то настойчиво пытается её убить и вызывает Лампьона к себе на помощь, чтобы предотвратить убийство. Однако предотвратить трагедию Ларозьеру всё-таки не удастся… |                                                   |                 |                                    |                  |                  |  |
| |                                                   |                 |                                    |                  |                  |  |
| 5 (5x01) | «Кошка и мыши» (фр. Le chat et les souris)        | Éric Woreth     | Thierry Debroux                    | 8 сентября 2010  | 9 марта 2011     |  |
| В пансионе для девочек, куда мужчинам вход строго запрещён, застрелена учительница физкультуры. В ходе расследования Ларозьер и Лампьон окунаются в мрачную жизнь обитателей пансиона — директриса медленно умирает от тяжёлой болезни, преподаватели негативно относятся друг к другу, группа учениц травят свою одноклассницу, а одна из них ночами тайно встречается с любовником. Многие факты указывают на то что это убийство связано с недавно обнаруженном трупом обнажённой молодой женщины в близлежащем лесу. |                                                   |                 |                                    |                  |                  |  |
| |                                                   |                 |                                    |                  |                  |  |
| 6 (6x01) | «Я невиновна» (фр. Je ne suis pas coupable)       | Éric Woreth     | Thierry Debroux                    | 15 сентября 2010 | 9 марта 2011     |  |
| Суд присяжных признаёт мадемуазель Клэр виновной в убийстве своей матери, владелицы нескольких прядильных фабрик, а также в убийстве её компаньонки. Приговор по этому резонансному делу вызывает бурный отклик у обывателей, однако Луи Серве, лучший друг детства Лампьона влюблённый в Клэр, открыто заявляет о её невиновности. В виновности осуждённой вскоре начинает сомневаться и комиссар Ларозьер. А до казни мадемуазель Клэр осталось совсем мало времени… |                                                   |                 |                                    |                  |                  |  |
| |                                                   |                 |                                    |                  |                  |  |
| 7 (7x01) | «Пять поросят» (фр. Cinq petits cochons)          | Éric Woreth     | Sylvie Simon                       | 8 апреля 2011    | 7 марта 2012     |  |
| Измученный придирками Ларозьера, Лампьон решает заняться частным сыском. Новое дело не заставляет себя долго ждать, к Лампьону обращается молодая женщина по имени Мари де Марша. Мари недавно узнала что её мать, которую она считала умершей, на самом деле жива и уже 15 лет сидит в тюрьме за отравление своего мужа, известного художника Диего Варга. Мари уверена в невиновности своей матери, поэтому она просит Лампьона провести независимое расследование этого убийства. Лампьон соглашается, но предупреждает свою клиентку, что правда может быть для неё очень неприятной.                                                                                    |                                                   |                 |                                    |                  |                  |  |
| |                                                   |                 |                                    |                  |                  |  |
| 8 (8x01) | «Прилив и отлив» (фр. Le Flux et le Reflux)       | Éric Woreth     | Sylvie Simon                       | 15 апреля 2011   | 7 марта 2012     |  |
| На званом вечере элитарного клуба, комиссар Ларозьер встречает капитана Андре Деларива, человека под чьим руководством он прошёл всю Первую Мировую войну. Капитан привозит Ларозьера в свой загородный дом, где знакомит его с множественными членами своей семьи. Во время семейного обеда капитан объявляет о своей скорой женитьбе на женщине намного младше себя, чем шокирует всех своих домочадцев. И вроде бы в этом не было ничего особенного, но вскоре после отъезда Ларозьера, капитан Деларив и двое его слуг погибают в страшном пожаре. Убитый горем Ларозьер отметает версию о несчастном случае и пристрастно приступает к расследованию тройного убийства. |                                                   |                 |                                    |                  |                  |  |
| |                                                   |                 |                                    |                  |                  |  |
| 9 (9x01) | «Труп на подушке» (фр. Un cadavre sur l'oreiller) | Éric Woreth     | Sylvie Simon                       | 28 октября 2011  | 9 мая 2012       |  |
| Комиссар Ларозьер просыпается утром после сильного похмелья, а утром он находит у себя в постели труп задушенной девушки. Её личность вскоре будет установлена — это работница местного борделя, Валентина. Префект отстраняет Ларозьера от работы, а расследование берёт на себя комиссар Девилль, который недолго думая арестовывает своего коллегу по обвинению в убийстве. Лампьону нужно в одиночку доказать невиновность своего напарника. |                                                   |                 |                                    |                  |                  |  |
| |                                                   |                 |                                    |                  |                  |  |
| 10 (10x01) | «Убийство во сне» (фр. Un meurtre en sommeil)     | Éric Woreth     | Anne Giafferi et Murielle Magellan | 17 февраля 2012  | 9 мая 2012       |  |
| Комиссар Ларозьер и Эмиль Лампьон расследуют убийство мадам Северины, хотя на первый взгляд эта смерть выглядела как самоубийство. Под подозрением оказывается одинокая, таинственная и неуравновешенная пианистка Элен ДеЛарош, недавно снявшая дом неподалёку. Меж тем убийства продолжаются и они как-то связаны с трагическими событиями, которые произошли в доме Элен 15 лет назад. Эмиль пытается раскрыть это дело с помощью психоанализа, а Ларозьер в это время заводит роман с женщиной-психологом. |                                                   |                 |                                    |                  |                  |  |
| |                                                   |                 |                                    |                  |                  |  |
| 11 (11x01) | «Убийство в театре» (фр. Le Couteau sur la nuque) | Renaud Bertrand | Thierry Debroux                    | 14 сентября 2012 | 19 сентября 2012 |  |
| Комиссар Ларозьер в свой день рождения впервые за долгое время встречается со своей дочерью Джульет. Она навязывается своему отцу и принимает участие в его новом расследовании. А расследование предстоит очень опасное — Лампьон с Ларозьером и его дочкой вынуждены в мрачный мир городского театра, чтобы остановить череду происходящим в нём жестоких убийств. Джульет заводит роман с молодым актёром, а Ларозьер готовится сыграть Дон Жуана, так как исполнитель этой роли был убит и заменить его больше некому. |                                                   |                 |                                    |                  |                  |  |
| |                                                   |                 |                                    |                  |                  |  |

### Второй сезон
| Номер | Название                                                                            | Режиссёр                | Сценарий                                                                          | Дата премьеры    | DVD |  |
| --- | ----------------------------------------------------------------------------------- | ----------------------- | --------------------------------------------------------------------------------- | ---------------- | --- |  |
| 12 (1x02) | «Игры с зеркалами» (фр. Jeux de glaces)                                             | Éric Woreth             | Sylvie Simon                                                                      | 29 марта 2013    |     |  |
| В экспериментальном центре для душевнобольных мужчин происходит убийство одного из пациентов. Расследованием этого убийства занимается новый комиссар полиции, несговорчивый Сван Лоранс. Чтобы узнать правду об этой истории, амбициозная журналистка Алиса Авриль устраивается на работу в центр, притворившись беременной вдовой. Вскоре в центре происходит второе убийство. Комиссару не нравится что Авриль вмешалась в расследование без его разрешения. |                                                                                     |                         |                                                                                   |                  |     |  |
| |                                                                                     |                         |                                                                                   |                  |     |  |
| 13 (2x02) | «Смерть с шампанским» (фр. Meurtre au champagne)                                    | Éric Woreth             | Sylvie Simon                                                                      | 5 апреля 2013    |     |  |
| На званом вечере в элитном ресторане происходит смертельное отравление известной киноактрисы Эльвиры Маренковой. Полицейское руководство считает что это было самоубийство, но комиссар Лоранс угрожает уйти в отставку, если дело не будет расследовано как убийство. Кинорежиссёр зовёт Алису Авриль на съёмки в новом фильме, где главную роль должна была сыграть погибшая Маренкова. |                                                                                     |                         |                                                                                   |                  |     |  |
| |                                                                                     |                         |                                                                                   |                  |     |  |
| 14 (3x02) | «Безмолвный свидетель» (фр. Témoin muet)                                            | Marc Angelo             | Thierry Debroux                                                                   | 22 ноября 2013   |     |  |
| Комиссар Лоранс получает письмо от богатой владелицы прядильной фабрики, Эмили Ламбье. В письме женщина предупреждает о том что её могут убить. Однако проблема в том что Эмили Ламбье умерла 3 месяца назад от желтухи, а письмо было отправлено 2 дня назад. Комиссар решает провести собственное расследование этой смерти, что не удивляет её родственников — некоторые из них были уверены что это было убийство. В расследование вмешается мать комиссара, которая утверждает что может общаться с духами умерших.                                                                                     |                                                                                     |                         |                                                                                   |                  |     |  |
| |                                                                                     |                         |                                                                                   |                  |     |  |
| 15 (4x02) | «Почему не Мартен?» (фр. Pourquoi pas Martin?)                                      | Marc Angelo             | Sylvie Simon                                                                      | 27 декабря 2013  |     |  |
| Прогуливаясь по скалам Алиса обнаруживает тело мужчины. На первый взгляд он просто споткнулся и упал, однако оказалось не всё так просто. Его предсмертные слова были таковы: «Почему не Мартен?». В скором времени кто-то травит Алису морфином, она выживает но впадает в тяжёлую кому. Женщина, которая опознала труп погибшего мужчины как своего брата, в скором времени тоже будет убита. |                                                                                     |                         |                                                                                   |                  |     |  |
| |                                                                                     |                         |                                                                                   |                  |     |  |
| 16 (5x02) | «Убийство на детском празднике» (фр. Meurtre à la kermesse)                         | Éric Woreth             | Jean-Luc Gaget                                                                    | 26 сентября 2014 |     |  |
| В ходе перестрелки с бандитами, комиссар Лоранс получает травму и теряет зрение, однако он скрывает свою слепоту от коллег. Теперь передвигаться комиссару помогает его секретарша Марлен Леруа, а улики ему описывает Алиса. Всё это довольно проблематично, так как комиссару предстоит расследовать убийство маленькой девочки Луизы, которую утопили в тазу во время детского праздника. Незадолго до своей гибели Луиза заявила что была свидетельницей убийства, но не уточняет, кто, где и когда был убит, однако все окружающие сочли её слова выдумкой.                                             |                                                                                     |                         |                                                                                   |                  |     |  |
| |                                                                                     |                         |                                                                                   |                  |     |  |
| 17 (6x02) | «Карты на стол» (фр. Cartes sur table)                                              | Éric Woreth             | Sylvie Simon                                                                      | 3 октября 2014   |     |  |
| Эксцентричный эстет Масуд Шайтана знакомит комиссара Лоранса с четырьмя разными людьми, которые, по его утверждению, когда-то совершили убийства, но не предстали перед судом за это. Шайтана собирает всех четверых, а также комиссара Лоранса, Марлен Леруа и Алису Авриль на званый вечер, где продолжается обсуждение безнаказанных убийств. В скором времени Шайтана будет заколот в собственном кресле, и становится ясно, что кто-то из гостей снова стал убивать. Алиса влюбляется в одного из подозреваемых.                                                                                        |                                                                                     |                         |                                                                                   |                  |     |  |
| |                                                                                     |                         |                                                                                   |                  |     |  |
| 18 (7x02) | «Преступление не выгодно» (фр. Le crime ne paie pas)                                | Marc Angelo             | Thierry Debroux                                                                   | 10 октября 2014  |     |  |
| У комиссара Лоранса начинаются проблемы с законом — сутенёр Симон Бельгиец обвиняет его в соучастии в торговле наркотиками. Теперь за всеми действиями Лоранса будет наблюдать надоедливый комиссар Петипон из управления собственной безопасности. Из-за служебного расследования Лоранса отстраняют от расследования недавнего убийства молодой женщины, чей труп с обезображенным лицом был найден в лесу. А в это время Алиса устраивается работать официанткой в кабаре «L,Eden», чтобы распутать клубок из происходящих там загадочных событий.                                                        |                                                                                     |                         |                                                                                   |                  |     |  |
| |                                                                                     |                         |                                                                                   |                  |     |  |
| 19 (8x02) | «Пансион „Ванилос“» (фр. Pension Vanilos)                                           | Éric Woreth             | Sylvie Simon                                                                      | 28 августа 2015  |     |  |
| У сестры Марлен, владелицы молодёжного пансиона «Ванилос» возникли проблемы. В её пансионе произошла серия незначительных краж и она просит комиссара Лоранса помочь в расследовании. Лоранс не считает эти кражи большой проблемой, кроме того он занят сложным расследованием о сотрудничестве французских и британских наркодельцов. Вскоре во время засады на наркокурьера агентесса Лоранса будет тяжело ранена. В ту же ночь в пансионе «Ванилос» будет убита одна из жительниц. |                                                                                     |                         |                                                                                   |                  |     |  |
| |                                                                                     |                         |                                                                                   |                  |     |  |
| 20 (9x02) | «Убить легко?» (фр. Un meurtre est-il facile?)                                      | Marc Angelo             | Jean-Luc Gaget                                                                    | 4 сентября 2015  |     |  |
| На фабрике в результате несчастного случая погибает работник склада. Охранница фабрики, пожилая мадам Жозианна говорит Марлен что на самом деле это было убийство, а вскоре она и сама погибает при странных обстоятельствах. Лоранс решает провести своё расследование странных смертей на фабрике. А в это время владелец фабрики, пожилой месье Эмоль Де Бук требует от Алисы стать его женой. |                                                                                     |                         |                                                                                   |                  |     |  |
| |                                                                                     |                         |                                                                                   |                  |     |  |
| 21 (10x02) | «Убийство мадемуазель Макгинти» (фр. Mademoiselle MacGinty est morte)               | Éric Woreth             | Thierry Debroux                                                                   | 11 сентября 2015 |     |  |
| В общежитии происходит убийство — зарезана пожилая уборщица Огетта Макгинти. Главным подозреваемым в этом убийстве становится один из её соседей, Робер Вассер. Он скрывается из общежития и бежит к Алисе Авриль, которая по документам является его женой. Он утверждает что невиновен, Алиса готова ему помочь, но в обмен на помощь требует от него подписать документы о разводе. |                                                                                     |                         |                                                                                   |                  |     |  |
| |                                                                                     |                         |                                                                                   |                  |     |  |
| 22 (11x02) | «Убийственная вечеринка» (фр. Murder Party)                                         | Éric Woreth             | Sylvie Simon                                                                      | 18 сентября 2015 |     |  |
| Марлен читает в газете что сегодня вечеров в 21.00 на конезаводе мадам Сальван произойдёт убийство, однако не уточняется кто будет убит, зачем и кем. Марлен просил Лоранса и Алису предотвратить это преступление. В назначенное время и в назначенном месте при небольшом скоплении людей действительно происходит убийство — будет застрелен молодой официант. Однако никто из присутствующих не понимает, кому надо было приводить в это место и убивать всем незнакомого мужчину. |                                                                                     |                         |                                                                                   |                  |     |  |
| |                                                                                     |                         |                                                                                   |                  |     |  |
| 23 (12x02) | «Таинственное похищение маленького Брюно» (фр. L'Étrange Enlèvement du petit Bruno) | Éric Woreth             | Jean-Luc Gaget                                                                    | 26 августа 2016  |     |  |
| Известная писательница детективов Элоиза Зенфорд получила письмо, в котором неизвестный требует заплатить ему 500 тысяч новых франков. Автор письма угрожает похитить её маленького сына Брюно, если писательница не заплатит. В загородный дом писательницы для расследования приезжает комиссар Лоранс, кроме того, волей случая, там же оказывается и Алиса, жаждущая взять у Элоиза Зенфорд интервью. Вскоре приходит новое письмо от неизвестного, в котором выкуп возрастает до миллиона франков. Несмотря на то, что Лоранс со своими полисменами охраняют мальчика, его всё равно похищают.          |                                                                                     |                         |                                                                                   |                  |     |  |
| |                                                                                     |                         |                                                                                   |                  |     |  |
| 24 (13x02) | «Бледный конь» (фр. Le Cheval pâle)                                                 | Olivier Panchot         | Sylvie Simon                                                                      | 2 сентября 2016  |     |  |
| Священник приносит комиссару Лорансу список из 5 имён. Он утверждает что одна женщина исповедалась ему перед смертью и назвала себя виновницей смерти этих людей. Комиссар не воспринял эту записку всерьёз, а через несколько часов этот священник будет зарезан прямо в церкви. Местный аптекарь преследует Лоранса, утверждая что видел убийцу. Лоранс заводит романтические отношения с женщиной-патологоанатомом Эфразией Майолль, в то же время Марлен пытается влюбить комиссара в себя с помощью магии.                                                                                              |                                                                                     |                         |                                                                                   |                  |     |  |
| |                                                                                     |                         |                                                                                   |                  |     |  |
| 25 (14x02) | «Дело Протеро» (фр. L'Affaire Protheroe)                                            | Olivier Panchot         | Pierre Linhart avec l’aide de Marc Angelo, Thierry Debroux et Daniel Saint-Hamont | 9 сентября 2016  |     |  |
| К Алисе обращается её друг Тамдам, с которым она росла в детском доме. Он просит её помочь ему в расследовании смерти его невесты. Дело в том что его невеста Элен Жюв была найдена повешенной в рекламном агентстве, где работала секретаршей у деспотичного Александра Протеро. Тамдам уверен что это было убийство, вот почему он просит Алису устроиться секретаршей в то же самое агентство, чтобы разобраться в чём дело. Главным подозреваемым в этом убийстве становится Александр Протеро, однако вскоре он сам будет убит выстрелом в сердце.                                                      |                                                                                     |                         |                                                                                   |                  |     |  |
| |                                                                                     |                         |                                                                                   |                  |     |  |
| 26 (15x02) | «Загадочное происшествие в „Стиле“» (фр. La Mystérieuse Affaire de Styles)          | Éric Woreth             | Pierre Linhart                                                                    | 16 сентября 2016 |     |  |
| См. также: Загадочное происшествие в Стайлзе |                                                                                     |                         |                                                                                   |                  |     |  |
| |                                                                                     |                         |                                                                                   |                  |     |  |
| 27 (16x02) | «Альбер Мажор был слишком болтлив» (фр. Albert Major parlait trop)                  | Éric Woreth             | Bruno Dega et Jeanne Le Guillou                                                   | 23 сентября 2016 |     |  |
| Марлен и Алиса попали в аварию на мотоцикле, первая пострадала не очень, а вторая оказалась в инвалидной коляске. В больнице Алиса случайно встречает знаменитого криминального репортёра Альбера Мажора. Он говорит ей, что ведёт расследование идеального убийства, которое произошло несколько лет назад, но убийца не был разоблачён, однако не раскрывает никаких деталей. Не пройдёт и суток, как кто-то заколет Мажора прямо в палате, а убийцей может быть лишь один из тех, кто находится в больнице.                                                                                               |                                                                                     |                         |                                                                                   |                  |     |  |
| |                                                                                     |                         |                                                                                   |                  |     |  |
| 28 (17x02) | «Человек в коричневом» (фр. L'Homme au complet marron)                              | Rodolphe Tissot         | Thierry Debroux                                                                   | 1 сентября 2017  |     |  |
| Агентесса французских спецслужб и дорогая сердцу комиссара Лоранса мадемуазель Надин попадает в перестрелку на улице и погибает. Заданием Надин было вычислить таинственного полковника, который передавал военные данные в СССР. Главной подозреваемой в шпионаже и организации становиться русская оперная прима Татьяна Пашенкова. Чтобы раскрыть убийство, Лорансу приходится вести расследование втайне от полиции. |                                                                                     |                         |                                                                                   |                  |     |  |
| |                                                                                     |                         |                                                                                   |                  |     |  |
| 29 (18x02) | «Зеркало ломается» (фр. Le miroir se brisa)                                         | Rodolphe Tissot         | Jennifer Have et Zina Modiano                                                     | 8 сентября 2017  |     |  |
| Алиса приезжает на съёмочную площадку, где полным ходом идут съёмки нового фильма с участием знаменитой актрисы Бланш Дюлак. Однако как только Алиса пришла на площадку, там происходит убийство девушки-дублёрши, которая судя по всему выпила яд из стакана, который предназначался кому-то другому. А в это время комиссар Лоранс в крайне тяжком состоянии, так как его возлюбленная, судмедэксперт Эфразия Майолль погибла в авиакатастрофе. Марлен надеется что новое расследование сможет его отвлечь.                                                                                                |                                                                                     |                         |                                                                                   |                  |     |  |
| |                                                                                     |                         |                                                                                   |                  |     |  |
| 30 (19x02) | «Убийственная мода» (фр. Crimes haute couture)                                      | Nicolas Picard-Dreyfuss | Jennifer Have et Zina Modiano                                                     | 15 сентября 2017 |     |  |
| В полицию приходит ассистентка знаменитого модельера Паже, которая признаётся комиссару Лорансу в убийстве незнакомого ей мужчины. Труп мужчины с ножевыми ранениями действительно находят на указанном ею месте, по почему она это сделала, девушка не объяснила. Однако прозектор говорит что такие раны мог скорее нанести мужчина, нежели женщина. Впрочем, арестованная девушка в прошлом была судима за попытку убийства своего дяди, кроме того, страдает психическим расстройством. В ходе расследования Алиса случайно становиться швеёй.                                                           |                                                                                     |                         |                                                                                   |                  |     |  |
| |                                                                                     |                         |                                                                                   |                  |     |  |
| 31 (20x02) | «Преступление в Рождество» (фр. Le Crime de Noël)                                   | Rodolphe Tissot         | Thierry Debroux                                                                   | 22 декабря 2017  |     |  |
| 23 декабря. Маленькая девочка Луизон и её брат Батист бежали в канун Рождества из детского приюта, чтобы спастись от жестокости своей директрисы. Ночью они становятся свидетелями того как неизвестный убивает уличного Пер-Ноэля. Убийца хватает Батиста, но Луизон удаётся сбежать. Её случайно на улице встречают комиссар Лоранс, Марлен и Алиса, которые возвращались с концерта. Лоранс вынужден взять девочку к себе домой. В ходе расследования, Алиса узнаёт о многочисленных жестокостях, которые происходят в приюте, в котором она когда-то росла. - Рождественский эпизод, оригинальный сюжет. |                                                                                     |                         |                                                                                   |                  |     |  |
| |                                                                                     |                         |                                                                                   |                  |     |  |
| 32 (21x02) | «Драма в трёх актах» (фр. Drame en trois actes)                                     | Nicolas Picard-Dreyfuss | Sylvie Simon                                                                      | 31 августа 2018  |     |  |
| Алиса и Марлен стали ученицами в театральной школе. Алиса не рада тому что один из актёров назойливо пытается добиться её расположения. Во время одного из семинаров, все ученики и преподаватели выпивают шампанское, Алиса отдаёт свой бокал своему навязчивому ухажёру, и он умирает, выпив оттуда. Несмотря на то, что смерть возможно была естественной, Лоранс начинает расследование предполагаемого убийства. Остроту следствию придаёт участие в этой истории преподавателя, который выглядит как близнец комиссара, и который влюблён в Марлен.                                                    |                                                                                     |                         |                                                                                   |                  |     |  |
| |                                                                                     |                         |                                                                                   |                  |     |  |
| 33 (22x02) | «Убийства на распродаже» (фр. Meurtres en solde)                                    | Didier Bivel            | Catherine Hoffmann, Bertrand Lorel, Zina Modiano                                  | 7 сентября 2018  |     |  |
| В карьере Сент-Аман найден 2 трупа — убит торговец коньяком Вюктор Дюбуа и неизвестная девушка. У девушки в кармане комиссар Лоранс находит бумажку с именем Алисы Авриль. Однако Алиса уже несколько дней как куда-то пропала. На самом же деле Алиса в это время лежит в госпитале, у неё ретроградная амнезия после сильного удара по голове. Комиссар Лоранс встречает Матильду Ноэль, свою давнюю любовь, так как её сын арестован за кражу. Однако эта женщина утверждает, что это их общий сын. А в это время Марлен сокрушается по поводу смерти Мэрилин Монро.                                      |                                                                                     |                         |                                                                                   |                  |     |  |
| |                                                                                     |                         |                                                                                   |                  |     |  |
| 34 (23x02) | «Смертельная мелодия» (фр. Mélodie mortelle)                                        | Christophe Campos       | Jennifer Have et Anne Peyregne                                                    | 28 сентября 2018 |     |  |
| Комиссар Лоранс навещает могилу Эфразии Майолль. Марлен активно участвует в жизни молодой, набирающей популярность певицы Никки. В свободное от работы время, Никки устраивает спиритический сеанс, в котором участвует и Марлен. Духи якобы говорят Никки, что вскоре, её жених Майкл умрёт. Словно по какому-то наитию, Майкл вскоре действительно будет убит, а первой, кто найдёт его труп, будет Алиса. |                                                                                     |                         |                                                                                   |                  |     |  |
| |                                                                                     |                         |                                                                                   |                  |     |  |
| 35 (24x02) | «Дин Дэн Донг» (фр. Ding Dingue Dong)                                               | Christophe Campos       | Sylvie Simon                                                                      | 6 сентября 2019  |     |  |
| Марлен страдает от тяжёлой депрессии, панических атак и судорог, и комиссар Лоранс вынужден положить её на лечение в психиатрическую клинику. Волей судьбы она оказывается в палате пациента, который на днях повесился там же и смерть его возможно не была простым самоубийством. Остроту расследованию придаёт и тот факт, что Лоранс состоит в интимной близости с Кларисой, женой главврача этой клиники. Однако в скором времени она тоже будет убита. |                                                                                     |                         |                                                                                   |                  |     |  |
| |                                                                                     |                         |                                                                                   |                  |     |  |
| 36 (25x02) | «Час ноль» (фр. L'Heure zéro)                                                       | Nicolas Picard-Dreyfuss | Flore Kosinetz et Hélène Lombard                                                  | 13 сентября 2019 |     |  |
| Алиса увольняется из газеты, так она выражает протест по факту притеснения женщин на рабочем месте. Она пытается устроиться на новую работу, на телеканал TV Nord. Однако, стоило ей прийти, как там происходит убийство — заколот Жан Девандьер, директор этого телеканала. За несколько дней до этого в пруду был найден труп Рожер Фуше, телеведущего, который работал в той же телекомпании, и Лоранс понимает, что эти смерти взаимосвязаны. |                                                                                     |                         |                                                                                   |                  |     |  |
| |                                                                                     |                         |                                                                                   |                  |     |  |
| 37 (26x02) | «Встреча со смертью» (фр. Rendez-vous avec la mort)                                 | Nicolas Picard-Dreyfuss | Sylvie Simon                                                                      | 20 сентября 2019 |     |  |
| См. также: Свидание со смертью |                                                                                     |                         |                                                                                   |                  |     |  |
| |                                                                                     |                         |                                                                                   |                  |     |  |
| 38 (27x02) | «Труп за завтраком» (фр. Un cadavre au petit déjeuner)                              | Nicolas Picard-Dreyfuss | Thierry Debroux                                                                   | 16 октября 2020  |     |  |
| оригинальный сюжет |                                                                                     |                         |                                                                                   |                  |     |  |
| |                                                                                     |                         |                                                                                   |                  |     |  |